# Каррера, Маргарита
Маргарита Каррера Молина (исп. Margarita Carrera Molina; 16 сентября 1929, город Гватемала — 31 марта 2018, там же) — гватемальская писательница, философ и педагог. Была членом Гватемальской академии языка и лауреатом Национальной премии им. Мигеля Анхеля Астуриаса в области литературы 1996 года.

## Биография
Маргарита Каррера Молина родилась 16 сентября 1929 года в Гватемале в семье француза Антонио Каррера Мартелло и Хозефины Молины Льярден. Её отец покончил жизнь самоубийством, когда она была ребенком. Чтобы прокормить семью, ей пришлось рано пойти работать, продолжая учёбу в вечерней школе. Была первой женщиной-выпускницей факультета литературы Университета Сан-Карлос-де-Гватемала в 1957 году.
С 1957 года она преподавала в своей альма-матер, а также в Университете Рафаэля Ландивара и Университете дель Валле де Гватемала. Затем она была профессором Автономного университета Мадрида и выступала в качестве приглашённого писателя на многочисленных международных конгрессах, проходивших в Мексике, Коста-Рике, Панаме, Венесуэле, Пуэрто-Рико, Испании, Франции, Германии, Франции, Германии, Швеции и США. Она была первой женщиной, когда-либо ставшей членом Гватемальской академии языка (в 1967 году).
Каррера присоединилась к Международной программе писательства в Университете Айовы в 1982 году. С 1993 года она работала обозревателем Prensa Libre в Гватемале и публиковалась во многих других газетах, включая Diario de Centro America, La Hora и El Imparcial. Она вела две еженедельные колонки в Prensa Libre и опубликовала двадцать книг. В 1996 году она была удостоена Национальной премии Мигеля Анхеля Астуриаса в области литературы.
Когда ей было за 70, Каррера сказала в интервью, что она часто писала о мужчинах, которые казались ей интересными, чтобы лучше понять человека, которого она никогда не знала — своего отца. Среди тех, кого она изучала и о ком писала, были аргентинский писатель Хорхе Луис Борхес, австрийский психоаналитик Зигмунд Фрейд, испанский поэт Хуан Рамон Хименес, немецкий философ Фридрих Ницше и испанский философ Мигель де Унамуно. Об убитом епископе Хуане Хосе Херарди Конедере она написала роман «En la mirilla del jaguar: Biografía Novada de Monseñor Gerardi», опубликованный в 2002 году и в 2004 году была награждена Орденом Монсеньора Херарди Конедера.

## Личная жизнь и смерть
Каррера была жената на протяжении семи лет и развелась. У неё было двое детей. Каррера умерла в Гватемале 31 марта 2018 года в возрасте 88 лет.

## Награды
- Золотой Кетцаль 1981 года за «Ensayos contra reloj»[9]
- Первая премия 1982 года в области поэзии за «Mujer y Soledades» от Juegos Florales Centroamericanos y de Panamá, Кесальтенанго, Гватемала
- Финалист XI премии Anagram Essay Prize в Барселоне 1982 года
- Первая премия 1986 года в области поэзии за «Signo XX» от Juegos Florales Hispanoamericanos
- Орден Висенты Лапарры 1988 года
- Национальная премия Мигеля Анхеля Астуриаса 1996 года в области литературы
- Медаль за заслуги перед Университетом Сан-Карлос-де-Гватемала (2000)
- Премия ЮНИСЕФ в области коммуникаций (2000)
- Орден монсеньора Херарди Конедера (2004)

## Избранные работы

### Книги
- En la mirilla del jaguar Guatemala: Fondo de Cultura Económica (2002) (на испанском языке)
- Sumario del recuerdo Guatemala (2006) (на испанском языке)

### Поэзия
- Poemas pequeños Guatemala: Ministryio de Educación Pública (1951) (на испанском языке)
- Poesías Guatemala: Universidad de San Carlos de Guatemala (1957) (на испанском языке)
- Desde Dentro Guatemala: Editorial Universitaria (1964) (на испанском языке)
- Poemas de sangre y alba Guatemala: Editorial Universitaria (1969) (на испанском языке)
- Del noveno circulo y antología minima Guatemala: Editorial Universitaria (1977) (на испанском языке)
- Mujer y Soledades Guatemala: General de Cultura y Bellas Artes (1982) (на испанском языке)
- Toda la poesía de Margarita Carrera Guatemala: Tipografía Nacional (1984) (на испанском языке)
- Obra ensayística Guatemala: Tipografía Nacional (1985) (на испанском языке)
- Signo XX Гватемала: Serviprensa Centroamericana (1986) (на испанском языке)
- Sumario del olvido Antología Personal de Poesía Guatemala: Editorial Cultura (1998) (на испанском языке)
- Iracundiae dea Madrid: Ediciones Torremozas (2008) (на испанском языке)